# TV-året 1998

## Händelser

### Januari
- 1 januari - TV-licensen i Sverige höjs med 36 SEK till 1 572 SEK per år.
- 12 januari - TV 4 kastar på en extra bolagsstämma ut Jan Stenbecks mediebolag MTG ur kanalens styrelse.[1]

### Mars
- 14 mars - Jill Johnson vinner Melodifestivalen med låten Kärleken är.

### Juni
- 25 juni - Sveriges regering beslutar om tillstånd för digitala TV-sändningar i Sverige.

### December
- 18 december - TV4 AB lämnar bolaget Senda.[2]
- 18 december - SVT får 75 miljoner SEK i extra anslag till särskilt kvalificerade programproduktioner, framför allt barn- och ungdomsprogram, beslutar Sveriges regering.[3]

## TV-program

### Sveriges Television
- 31 mars – Den brittiska miniserien Doktor Bramwell har premiär i svensk TV.
- 15 juni – Första säsongen av den amerikanska science fiction-serien Star Trek: Voyager har premiär i svensk TV.
- 10 september – Premiär för Diggiloo med Henrik Johnsson som programledare.[4]
- 12 oktober – Miniserien Längtans blåa blomma med Eva Röse, Reuben Sallmander, Marika Lagercrantz med flera.
- 20 oktober – Musikprogrammet Mosquito med Thomas Gylling
- 1 december – Årets julkalender är När karusellerna sover.[5]
- 25 december – Årets julserie Ivar Kreuger visas i tre avsnitt med Johan Rabaeus, Regina Lund och Sven Wollter i huvudrollerna.

### TV3
- Hösten - Silikon med Gry Forssell och Ulrika Eriksson

### TV4
- 25 juni – Seriestart för brittiska deckaren Mysteriet Melissa med Tim Dutton, Jennifer Ehle och Adrian Dunbar.
- 4 september – Premiär för c/o Segemyhr med Johan Ulveson, Sussie Ericsson, Lennart Jähkel och Olle Sarri

### Okänd kanal
- Dödlig post, amerikansk TV-film i genren thriller.

## Mest sedda program
| Program                                   | Tittare   | Kanal | Datum       | Ref   |
| Kalle Anka och hans vänner önskar god jul | 3 600 000 | SVT1  | 24 december | [ 6 ] |
| Skärgårdsdoktorn                          | 2 965 000 | SVT1  | 13 april    | [ 6 ] |
| Så ska det låta!                          | 2 940 000 | SVT2  | 2 januari   | [ 6 ] |
| Melodifestivalen                          | 2 880 000 | SVT2  | 14 mars     | [ 6 ] |
| Eurovision Song Contest                   | 2 840 000 | SVT2  | 9 maj       | [ 6 ] |
| Brasilien-Frankrike, VM i fotboll         | 2 805 000 | SVT2  | 12 juli     | [ 6 ] |
| Yrrol                                     | 2 635 000 | SVT2  | 1 april     | [ 6 ] |
| Expedition Robinson                       | 2 540 000 | SVT2  | 5 maj       | [ 6 ] |
| Fångarna på fortet                        | 2 530 000 | TV4   | 16 januari  | [ 6 ] |
| Snacka om nyheter                         | 2 305 000 | SVT2  | 8 mars      | [ 6 ] |

## Avlidna
- 2 augusti – Henrik Dyfverman, 86, svensk skådespelare och tv-producent.
- 17 oktober – Joan Hickson, 92, brittisk skådespelare (Miss Marple).
- 10 november – Mary Millar, 62, brittisk skådespelare (Skenet bedrar).

### Fotnoter
1. ↑   När Var Hur 1999. Forum
2. ↑  ”Sveriges Television”. Arkiverad från originalet den 26 april 2011. https://web.archive.org/web/20110426004214/http://svt.se/2.46910/90-tal. Läst 7 april 2011.
3. ↑   När Var Hur 2000. Forum
4. ↑  ”Svensk mediedatabas”. http://smdb.kb.se/catalog/search?q=Diggiloo+typ%3Atv&sort=OLDEST. Läst 8 april 2011.
5. ↑  ”Jultradition”. Arkiverad från originalet den 25 april 2012. https://web.archive.org/web/20120425112719/http://www.jultradition.se/tv.htm. Läst 26 mars 2011.
6. 1 2 3 4 5 6 7 8 9 10  "Årsrapport 1998" Arkiverad 5 januari 2014 hämtat från the Wayback Machine.. MMS.se. Läst 24 augusti 2013.